# Washington Whips 1967
Questa pagina raccoglie i dati riguardanti i Washington Whips nelle competizioni ufficiali della stagione 1967.

## Stagione
Nell'estate 1967 il club scozzese dell'Aberdeen disputò il campionato nordamericano organizzato dalla United Soccer Association: accadde infatti che tale campionato fu disputato da formazioni europee e sudamericane per conto delle franchigie ufficialmente iscritte al campionato, che per ragioni di tempo non avevano potuto allestire le proprie squadre. L'Aberdeen rappresentò i Washington Whips, vincendo la Eastern Division, con 5 vittorie, 5 pareggi e 2 sconfitte, qualificandosi per la finale. La finale vide i Whips cedere ai Los Angeles Wolves, rappresentati dai Wolverhampton.
La rosa dei Whips era quasi esclusivamente composta da giocatori dell'Aberdeen, tranne Billy Fraser, che tra l'altro non giocò alcun incontro ufficiale, che venne ingaggiato dagli scozzesi dell'Hearts.

## Organigramma societario
Area direttiva
Area tecnica
- Allenatore: Eddie Turnbull
- Trainer: Davie Shaw

## Rosa
| N. |                      | Ruolo | Calciatore     |
| -- | -------------------- | ----- | -------------- |
| 1  | Scozia (bandiera)    | P     | Bobby Clark    |
| 2  | Scozia (bandiera)    | D     | Jim Whyte      |
| 3  | Scozia (bandiera)    | D     | Ally Shewan    |
| 4  | Scozia (bandiera)    | C     | Frank Munro    |
| 5  | Scozia (bandiera)    | D     | Tom McMillan   |
| 6  | Danimarca (bandiera) | C     | Jens Petersen  |
| 7  | Scozia (bandiera)    | A     | Jim Storrie    |
| 8  | Scozia (bandiera)    | A     | Jimmy Smith    |
| 9  | Scozia (bandiera)    | A     | Davie Johnston |

| N. |                   | Ruolo | Calciatore    |
| -- | ----------------- | ----- | ------------- |
| 10 | Scozia (bandiera) | A     | Harry Melrose |
| 11 | Scozia (bandiera) | A     | Jimmy Wilson  |
| 12 | Scozia (bandiera) | D     | Jim Hermiston |
| 13 | Scozia (bandiera) | D     | Martin Buchan |
| 14 | Scozia (bandiera) | A     | Pat Wilson    |
| 15 | Scozia (bandiera) | C     | Ian Taylor    |
| 16 | Scozia (bandiera) | C     | Willie Watt   |
|    | Scozia (bandiera) | A     | Billy Fraser  |